# Thompson (Norfolk)
Thompson – wieś w Anglii, w hrabstwie Norfolk, w dystrykcie Breckland. Leży 33 km na zachód od Norwich i 132 km na północny wschód od Londynu. W 2001 miejscowość liczyła 341 mieszkańców.